# Джиа Палома
Джиа Палома (англ. Gia Paloma), настоящее имя Карен Кристина Катандзаро (англ. Karen Christine Catanzaro; род. 27 июня 1984 года, Дайамонд-Бар, Калифорния, США) — американская порноактриса.

## Биография
Джиа Палома родилась 27 июня 1984 года в городе Дайамонд-Бар, штат Калифорния, США и выросла в Уолнате. Имеет итальянские корни. До начала карьеры порноактрисы недолго училась в Калифорнийском государственном университете в Фуллертоне, а также работала в Starbucks.
Была дважды замужем: за порноактером и порнорежиссёром Коффи Роном (с 10.10.2005 по 2007), за порноактером Томми Пистол (с 8 декабря 2007 года по 2013 год). Мать двоих детей.

## Карьера в порнофильмах
Начала карьеру в 2003 году. Основная причина прихода в индустрию — желание заработать денег. Знаменита своими сценами двойного проникновения и римминга.
Работала с такими студиями и компаниями, как Kink.com, PayOnes, Adam & Eve, Devil's Film, Anal Army, Next Level, 3rd Degree, Pure Filth, Diabolic Video, and Extreme Associates. 
В мае 2005 года сделала себе операцию по увеличению груди.
По данным на 2020 год, Джиа Палома снялась в 524 порнофильмах и срежиссировала 8 порнолент.

## Интересные факты
- Татуировки: Роза с револьверами на левом предплечье.
- Пирсинг: Пупок.

## Премии и номинации
| Год  | Премия     | Номинация                       | Фильм                             | Результат |
| ---- | ---------- | ------------------------------- | --------------------------------- | --------- |
| 2005 | XRCO Award | Girl/Girl                       | The Violation of Audrey Hollander | Победа    |
| 2005 | XRCO Award | Unsung Siren                    |                                   | Номинация |
| 2005 | XRCO Award | Супершлюха                      |                                   | Номинация |
| 2005 | AVN Award  | Best All-Girl Sex Scene - Video | The Violation of Audrey Hollander | Победа    |
| 2005 | AVN Award  | Best Actress - Video            | Wild Things on the Run            | Номинация |
| 2005 | AVN Award  | Best Anal Sex Scene - Video     | Girlvert 5                        | Номинация |
| 2005 | AVN Award  | Best New Starlet                |                                   | Номинация |
| 2005 | AVN Award  | Best Solo Sex Scene             | Meat Grinders                     | Номинация |
| 2005 | AVN Award  | Most Outrageous Sex Scene       | Filthy Things 2                   | Номинация |
| 2006 | AVN Award  | Best Actress - Video            | Wild Things on the Run 2          | Номинация |
| 2006 | AVN Award  | Best Group Sex Scene - Video    | Ass Worship 6                     | Номинация |
| 2006 | AVN Award  | Female Performer of the Year    |                                   | Номинация |
| 2006 | AVN Award  | Most Outrageous Sex Scene       | Go Fuck Yourself 3                | Номинация |
| 2007 | AVN Award  | Most Outrageous Sex Scene       | The Animal                        | Номинация |